# Sporobolus neglectus
Sporobolus neglectus là một loài thực vật có hoa trong họ Hòa thảo. Loài này được Nash miêu tả khoa học đầu tiên năm 1895.